# Пјовена (Белуно)
Пјовена (итал. Piovena) је насеље у Италији у округу Белуно, региону Венето.
Према процени из 2011. у насељу је живело 35 становника. Насеље се налази на надморској висини од 257 м.